# St. Mariä Himmelfahrt (Uetterath)
Koordinaten: 51° 1′ 17″ N, 6° 8′ 3″ O
Die Kirche St. Mariä Himmelfahrt hat ihren Standort im Ortsteil Uetterath in der Stadt Heinsberg in Nordrhein-Westfalen. Sie steht als Baudenkmal unter Denkmalschutz.

## Lage
Die Kirche ist der Mittelpunkt des Ortes und steht an der höchsten Stelle an der Uetterather Dorfstraße. Vor der Kirche befindet sich die Gedenkstätte der in den Kriegen gefallenen und vermissten Soldaten. Neben der Kirche steht in unmittelbarer Nähe das Pfarrhaus.

## Geschichte
Die alte Kapelle erhielt 1428 ein Seitenschiff und später einen Turm und einen größeren Altarraum. Wegen Platznot entschloss man sich für einen Kirchenneubau. 1883 wurde der Grundstein für die von Heinrich Ferdinand Mergard aus Aachen  entworfene Kirche gelegt. Ein Jahr später wurde sie benediziert und am 29. Mai 1893 feierlich geweiht. Kriegsschäden durch den gesprengten Turm wurden unter der Leitung der Architekten Karl Diehl und Hans Fronzek aus Düsseldorf bis 1950 behoben. 1952 wurde der Kirchturm, 1953 eine neue Sakristei und 1959 eine neue Taufkapelle errichtet. Am 3. Juli 1988 war die Weihe des neuen Hochaltars.

## Architektur
Das Gebäude ist eine neuromanische dreischiffige Backstein-Hallenkirche mit einem Triumphbogen und vier Jochen im Langhaus. Das Chorjoch besitzt einen halbkreisförmigen Chorschluss. Die Joche des Langhauses haben Kuppelgewölbe. Der vorgebaute Westturm hat vier Geschosse und wird von einem Pyramidendach mit Turmkreuz und Wetterhahn bedeckt.

## Ausstattung
- Die Orgel mit 17 Registern, mit mechanischer und elektrischer Traktur aus dem Jahre 1966, wurde von Heinz Wilbrand aus Übach gebaut.
- Im Kirchturm befinden sich drei Glocken aus den Jahren 1441 und 1954.[2]
- Die Kirche besitzt eine Buntverglasung.[3]
- Madonna mit Kind, sogenannte Uetterather Madonna (in der Taufkapelle), Sitzfigur in Holz, Höhe 60 cm, aus dem 15. Jahrhundert.[4]

## Galerie

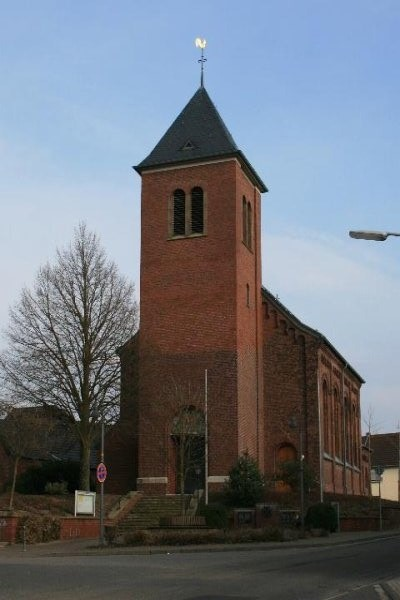
Kirchturm
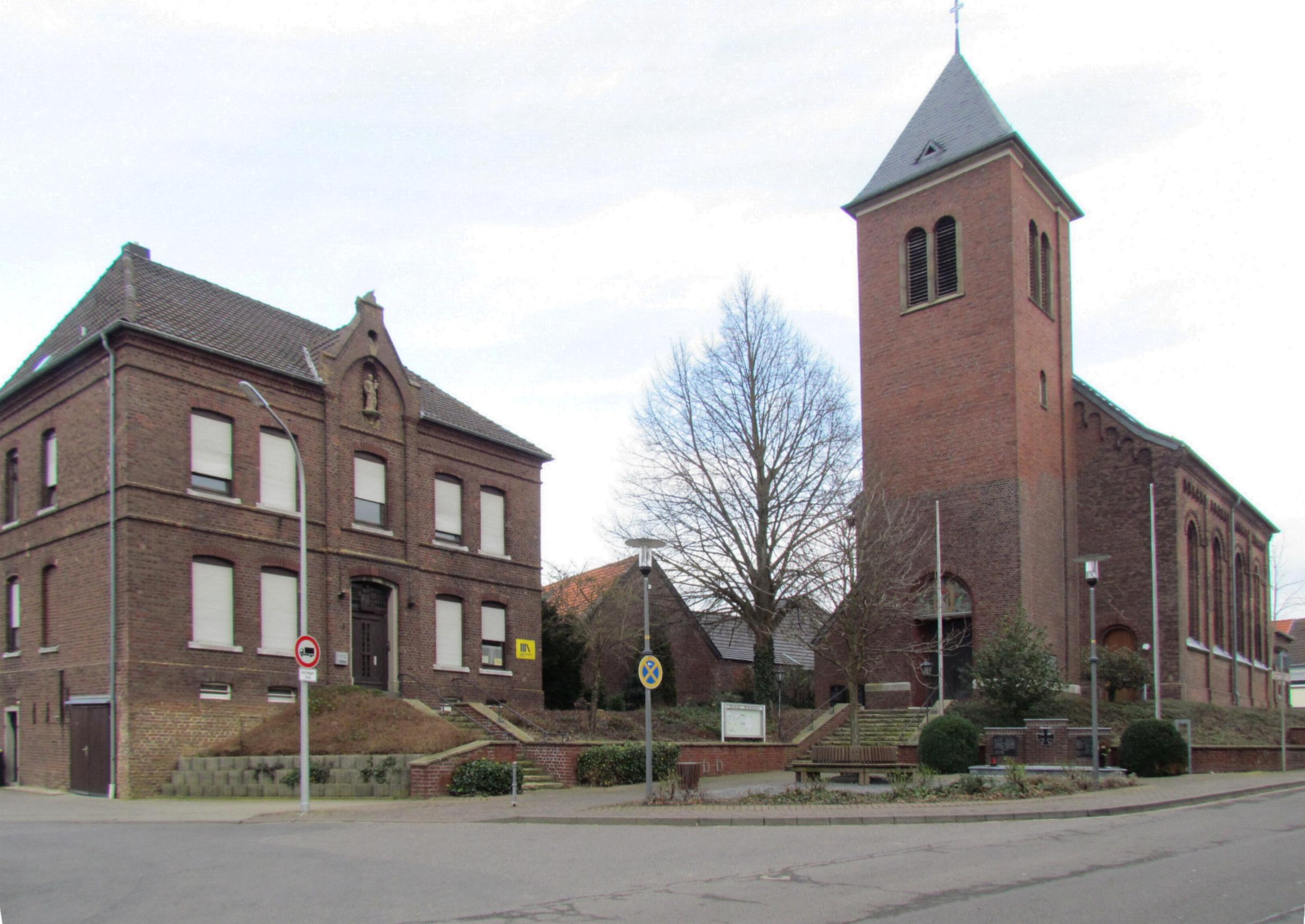
Kirche und Pfarrhaus
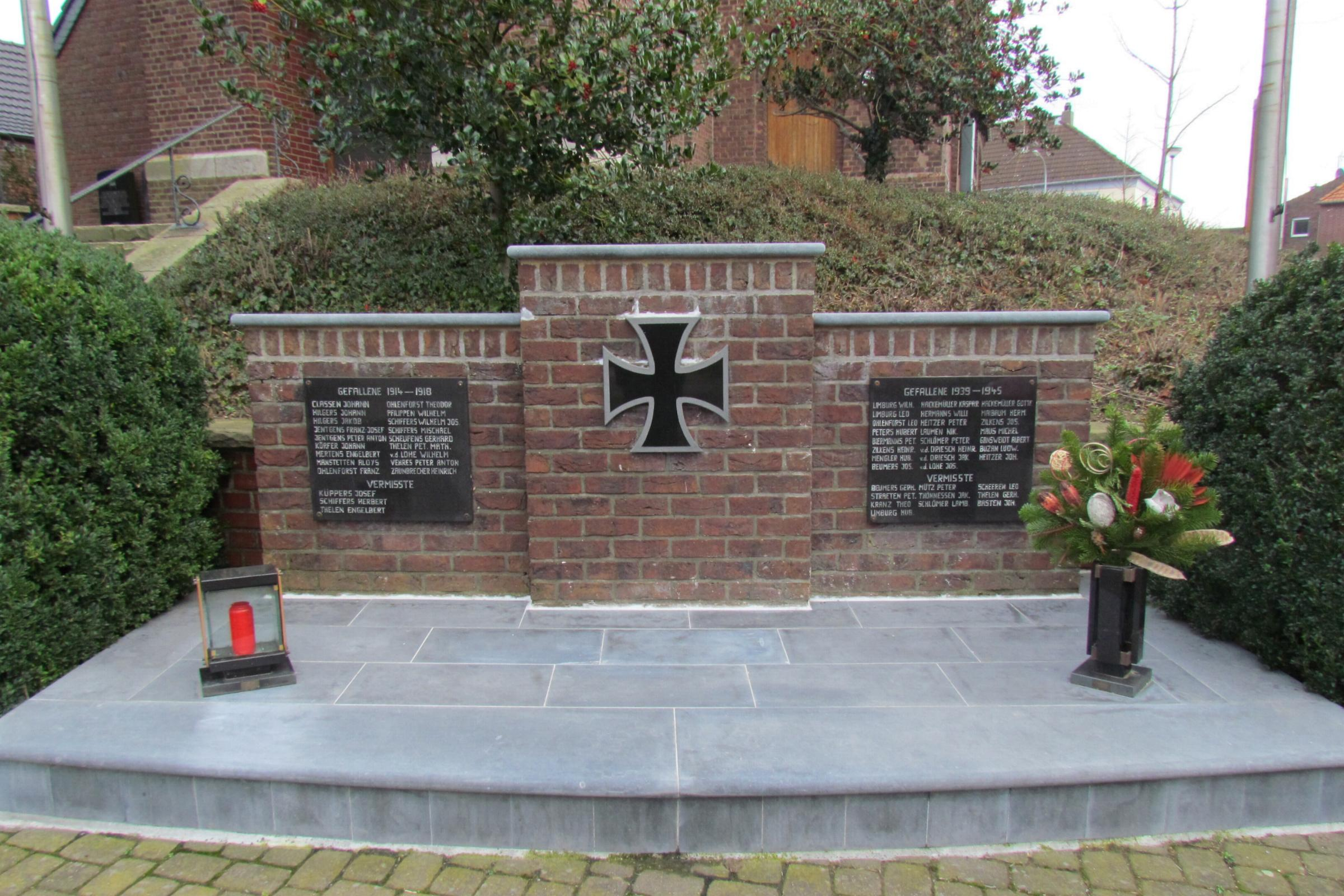
Ehrenmal
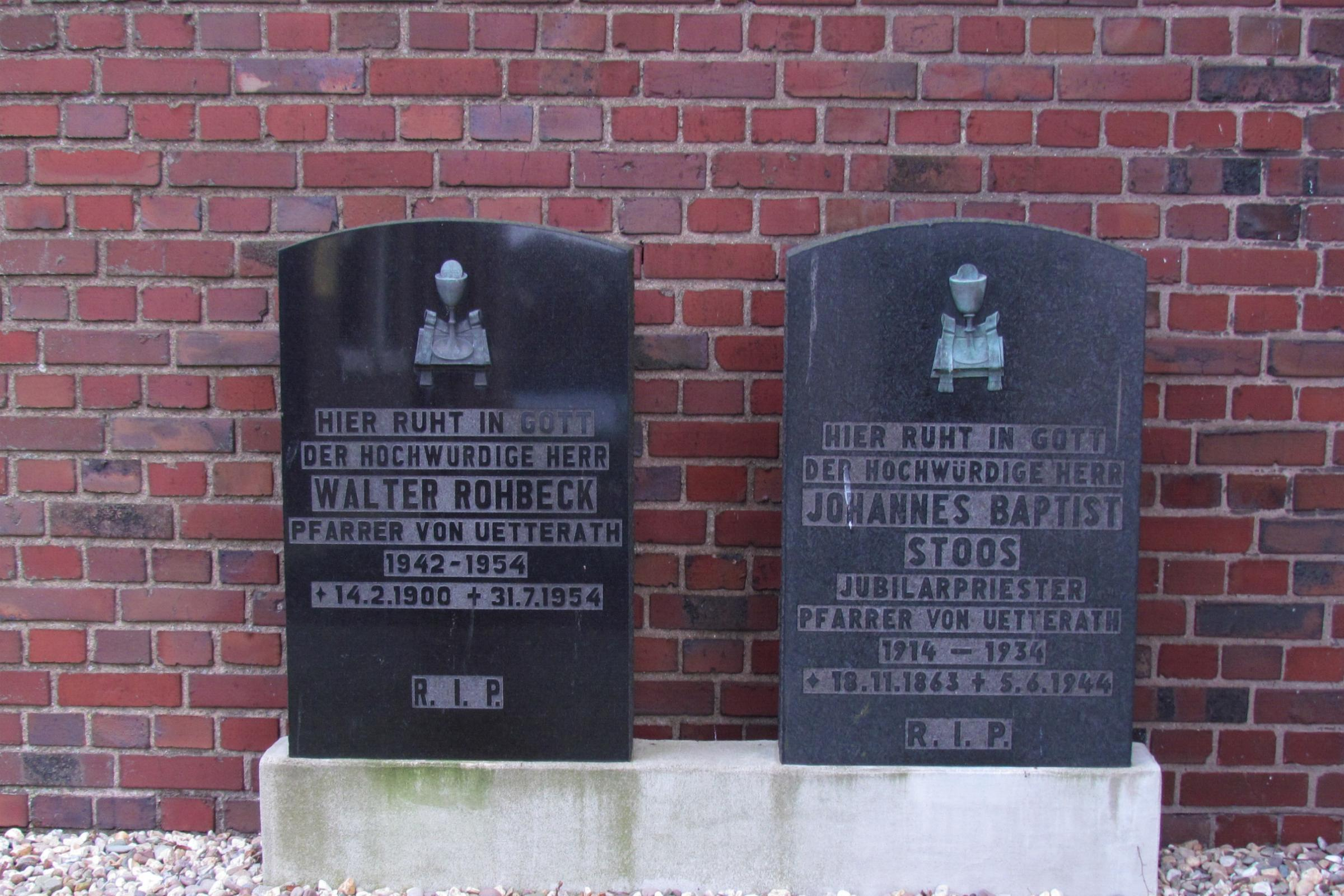
Priestergräber
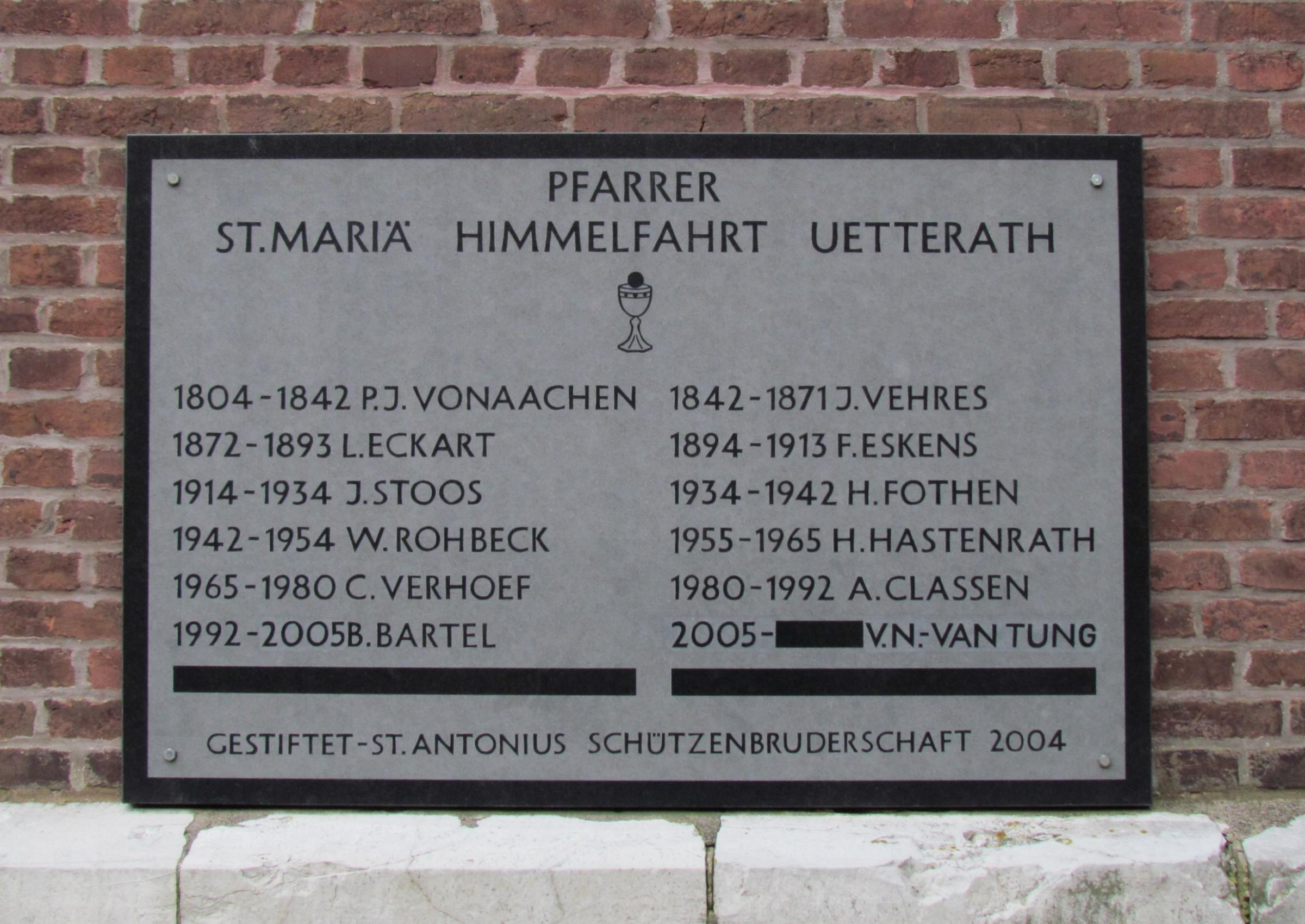
Priester-Gedenktafel
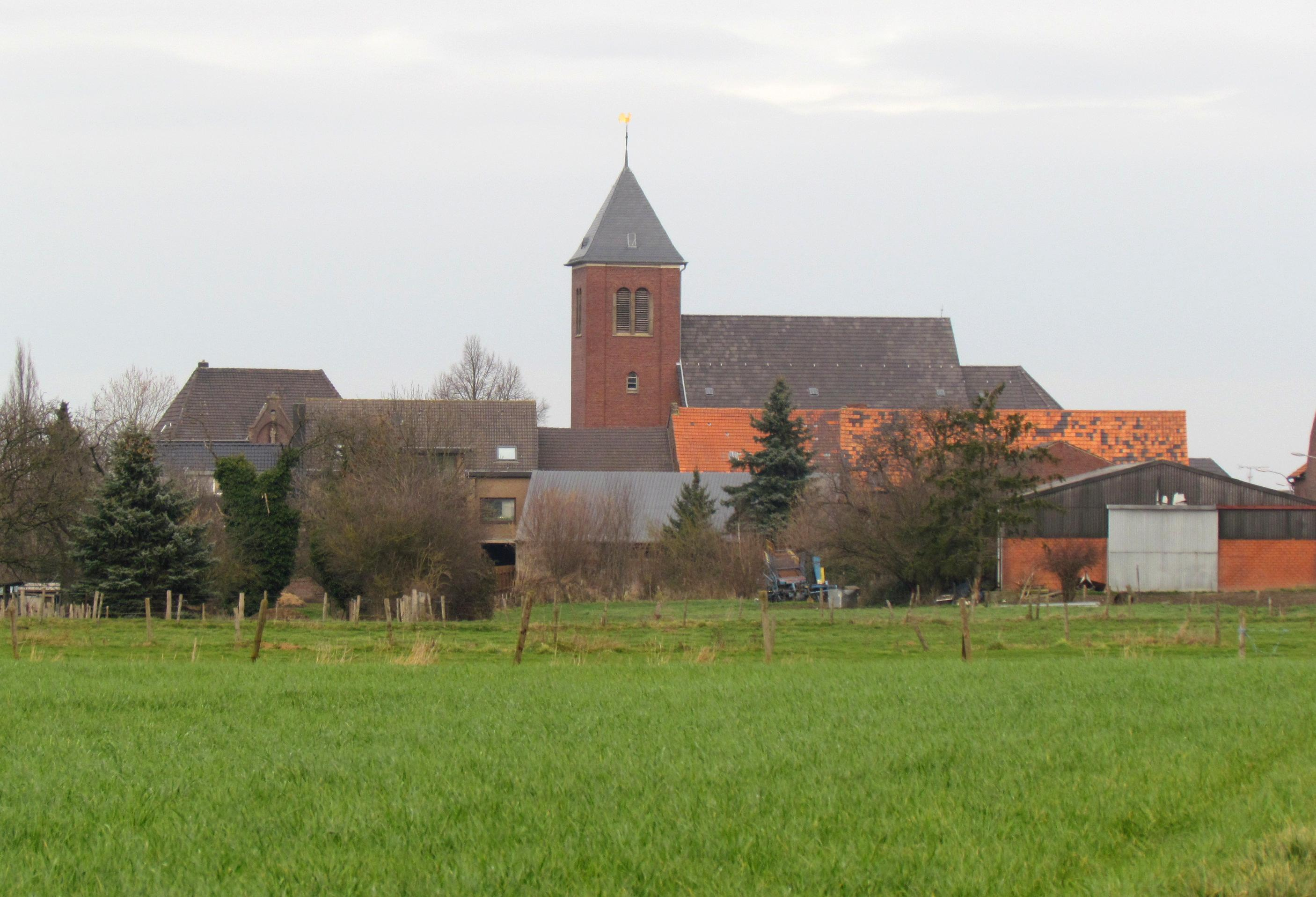
Pfarrkirche Uetterath

## Presseberichte
- Kirchenchor Uetterath feiert sein 125-jähriges Bestehen (AZ vom 7. April 2009)
- Volkstrauertag: Gedenkfeier in Uetterath (AZ vom 18. November 2012)